# Черемшанка (Челябинская область)
Черемшанка — посёлок в Верхнеуфалейском городском округе Челябинской области России. Пригород Верхнего Уфалея. В 1945-2004 гг. Черемшанка являлась посёлком городского типа, ныне  — сельский населённый пункт.

## География
Посёлок Черемшанка расположен в восточных предгорьях Среднего Урала, в южной его части, близ Уфалейского хребта.
К северу и востоку от посёлка есть несколько отвалов шлака, карьеров (Старочеремшанский и Новочеремшанский). Здесь же возвышается несколько гор: Песчанка (481 м), Стриженая Гривка (475,5 м) и др.
В двух километрах западнее посёлка протекает река Уфалейка. К востоку и северо-востоку расположены озёра Большое Чусовское и Малое Чусовское.
К югу от посёлка идёт вырубка леса - оголены несколько участков. 

### Транспорт
Посёлок расположен в 8 км от города Верхний Уфалей, с которым связан постоянным автобусным и железнодорожным сообщением.
В 2 километрах к западу от посёлка пролегает железнодорожная линия Екатеринбург - Верхний Уфалей - Челябинск, где находится ближайший остановочный пункт ж/д 100-й километр перегона Разъезд 98 км - Верхний Уфалей Южно-Уральской железной дороги.

## Население
| 1959 | 1970  | 1979  | 1989  | 2002  | 2010  |
| ---- | ----- | ----- | ----- | ----- | ----- |
| 3210 | ↘2181 | ↘1953 | ↘1520 | ↘1169 | ↘1025 |